# James Biberi
James Biberi est un acteur albano-américain né le 28 juillet 1965 à Gjakovë au Kosovo.

## Filmographie

### Cinéma
- 1993 : Amongst Friends : le passeur de drogues
- 1995 : Gratuitous Sex : Nick
- 1995 : Clouds of Magellan : Kyle
- 1997 : Made Men : Vinny Morganti
- 2000 : Fast Food, Fast Women : Trick
- 2002 : Mafia Blues 2 : Agent Miller
- 2004 : Benjamin Gates et le Trésor des Templiers : le pilote de l'hélicoptère
- 2005 : Diamonds Bullets and Fate : Besnik
- 2005 : Les Producteurs : le garde de la prison de Sing Sing
- 2006 : Jugez-moi coupable : Frank Brentano
- 2006 : Distraction : Sal
- 2006 : Faussaire : l'agent de sécurité de McGraw-Hill
- 2007 : Gracie : Officier Sal Famulari
- 2007 : Purple Violets : le technicien de l'ascenseur
- 2007 : À vif : Détective Pitney
- 2008 : Fixing Rhonda : Rocco
- 2008 : Un jour, peut-être : le parent d'élèves
- 2009 : The Greatest : l'agent de sécurité de la prison
- 2010 : Coach : Ref
- 2011 : Our Idiot Brother : le garde
- 2011 : Drive : Cook
- 2012 : Dirty Old Town : Jimmy
- 2013 : Dead Man Down : Ilir
- 2014 : The Girl on the Train : Cabbie
- 2014 : Amsterdam Express : Van Doom
- 2014 : Back to One : Jimmy
- 2014 : Honey : Sam
- 2018 : Ocean's 8 : Yuri
- 2019 : Blind : l'attaché
- 2020 : Locked In : Freddy
- 2021 : Russian Room
- 2021 : Sanctioning Evil : Francis

### Télévision
- 1997 : Les Dessous de Palm Beach : Officier Mangione (1 épisode)
- 1997-2010 : New York, police judiciaire : Laird, Stewart et autres personnages (6 épisodes)
- 1998 : Melrose Place : Détective Hillman (1 épisode)
- 1998 : Buddy Faro : Détective Franks (1 épisode)
- 1999 : As the World Turns : l'homme ivre à l'oasis (1 épisode)
- 2000 : New York 911 : Carl (1 épisode)
- 2000 : Les Soprano : Maitre'd (1 épisode)
- 2001 : Tribunal central : Joy Glass (3 épisodes)
- 2002 : New York, unité spéciale : sergent Edward Derrico (saison 4, épisode 1)
- 2002 : New York, unité spéciale : lieutenant des STUPS (saison 4, épisode 9)
- 2003 : Sex and the City : Détective Kendall (1 épisode)
- 2003 : New York, unité spéciale : agent Prince des Narcotiques (saison 5, épisode 3)
- 2005 : Rescue Me : Les Héros du 11 septembre : Vinny (3 épisodes)
- 2005 : New York, unité spéciale : capitaine Bauer  (saison 7, épisode 6)
- 2006-2010 : New York, section criminelle : Al Petrosino, Ryan Fields et Ted Bruno (4 épisodes)
- 2009 : FBI : Duo très spécial : Gaines (1 épisode)
- 2010-2020 : Blue Bloods : Dan McCormick et Kola (2 épisodes)
- 2011 : Mildred Pierce : le prêtre (1 épisode)
- 2011 : Eden : l'agent de sécurité (1 épisode)
- 2013 : Un flic d'exception : Robert Kilgore (1 épisode)
- 2014 : Blacklist : le troisième frère Pavlovich (1 épisode)
- 2018 : Daredevil : Vic Jusufi (1 épisode)

### Jeu vidéo
- 2005 : The Warriors : un policier
- 2007 : Manhunt 2 : Le roi rouge